# 노타 베네

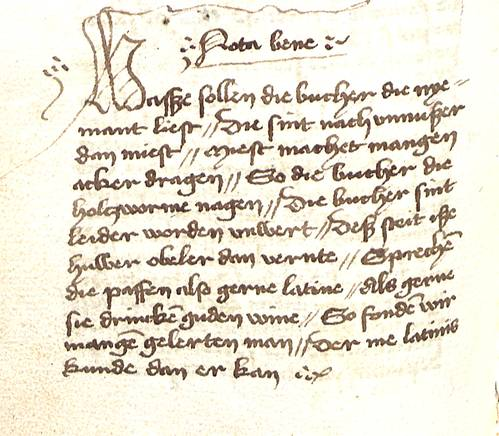
읽지 않은 책의 무익함에 관한 시, 노타 베네(필기 Hs. I 300, 마인츠 시립 도서관)로 제시됨

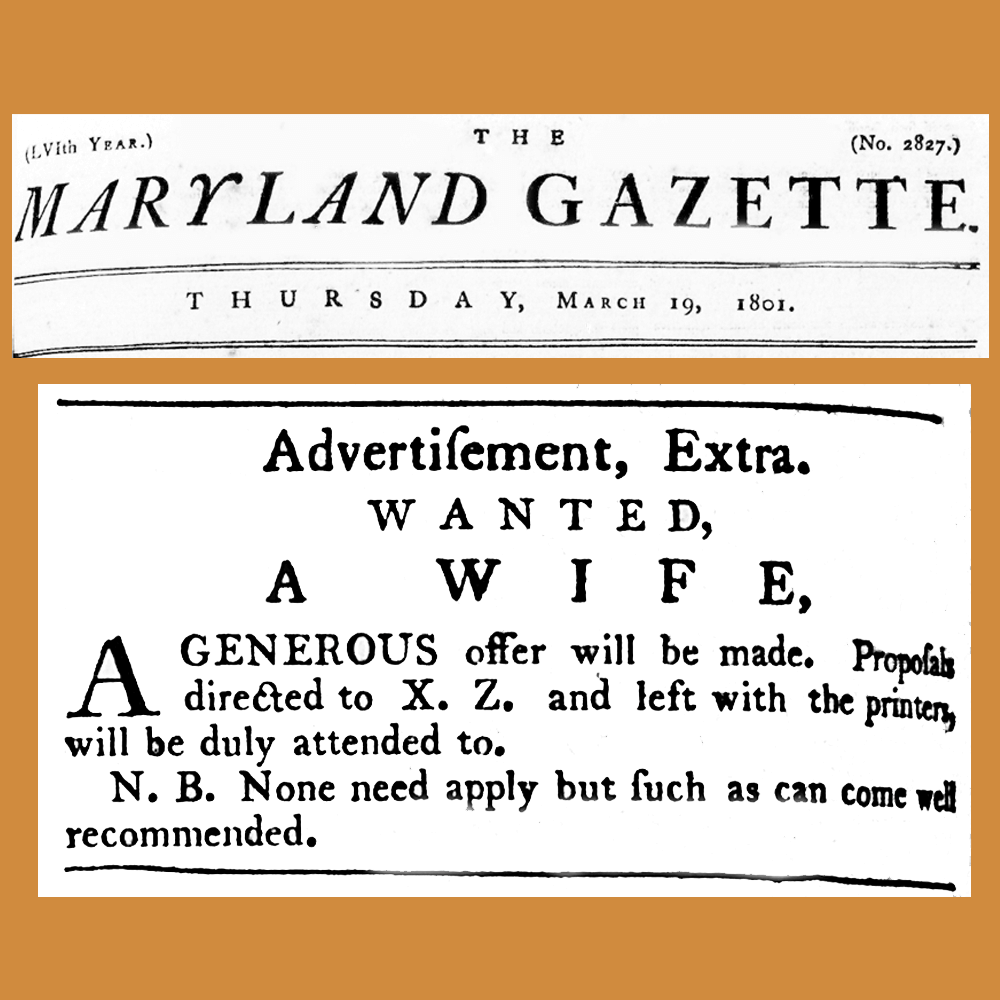
1801년 아내를 구하는 신문 광고에는 "추천을 받아 올 수 있는 사람"만 지원해야 한다고 경고한다.

노타 베네(단수형 Nota bene , 복수형 notate bene)(/ˈnoʊtə ˈbɛneɪ/, /ˈnoʊtə ˈbɛni/, /ˈnoʊtə ˈbiːni/)는 서기 1711년에 영어 문헌(:en:English writing style)에 최초로 사용된 라틴어 구이다. 흔히 NB, n.b.나 합자 NB로 축약되며, 라틴어로 "잘 적어라"는 뜻이고 라틴어 어근 notāre ("적다"), bene ("잘")에서 유래했다. 이건 단수형 명령법이며, 한 개인에게 이 문제에 대해 잘 적어두라고, 즉 특별히 주의를 기울이라고 안내한다. 현대 영어(:en:Modern english)에서는 읽는 사람에게 특정한 측면이나 주제의 세부사항을 강조하기 위해 특히 법적 문서에 쓰인다. NB는 학술적 문헌에도 흔히 쓰이며, note는 일반적인 문헌에 사용된다.
중세시대의 사본에서 읽는 사람의 주의를 끌기 위해 사용된 표시도 '노타 베네 표시'라고 불린다. 하지만 중세시대의 표시는 축악어 NB는 쓰지 않았고, 대신 단어 nota의 어구전철, dignum memoria ("기억할 가치가 있는")의 축약어 DM, 작은 손의 상징(:en:Index (typography))(☞)을 사용했는데, 작은 손의 손가락은 중요한 부분의 시작점을 가리켰다.

## 참고 문서
- 주석
- 각주
- 라틴어 축약어의 목록(:en:List of Latin abbreviations)
- 라틴어 구의 목록(:en:List of Latin phrases)
- 법적인 라틴어 용어의 목록(:en:List of legal Latin terms)
- 오비테르 딕툼(:en:Obiter dictum)
- 포스트스크립트

## 같이 보기
- 말뭉치 주석